# Breezy – Fri som kärleken
Breezy – Fri som kärleken (engelska: Breezy) är en amerikansk romantisk dramafilm från 1973 i regi av Clint Eastwood, producerad av Robert Daley och skriven av Jo Heims. Huvudrollerna spelas av William Holden och Kay Lenz. Det är den tredje filmen regisserad av Eastwood och den första utan att han deltar som skådespelare.
Filmen distribueras av Universal Pictures och släpptes på bio i Los Angeles den 16 november 1973 och i New York den 18 november 1973. Filmen fick tre nomineringar vid Golden Globe Awards, men blev ingen kommersiell succé.

## Rollista
- William Holden som Frank Harmon
- Kay Lenz som Edith Alice 'Breezy' Breezerman
- Roger C. Carmel som Bob Henderson
- Marj Dusay som Betty Tobin
- Joan Hotchkis som Paula Harmon
- Lynn Borden som Harmon's Overnight Date
- Shelley Morrison som Nancy Henderson
- Eugene Peterson som Charlie
- Richard Bull som doktor
- Clint Eastwood som en man som står vid räcket på piren (okrediterad cameo)

## Produktion
Eastwood har beskrivit filmen som en "stor risk på den tiden" och att Universal Studios lät honom göra filmen som en tjänst. Eastwood sa då att han inte trodde att filmen skulle "göra en krona" utan att han gjorde filmen för att han ville ha utmaningen och för att materialet var annorlunda än vad han var van vid. Holden hade inte gjort en storfilm sedan Det vilda gänget 1969, och han var så glad över att vara tilltänkt att han gick med på att medverka i filmen utan lön. Istället fick han en procentandel av vinsten. När filmen inte genererade någon vinst, sa Screen Actors Guild till Eastwood att han  måste  betala Holden det fackliga minimumet på $4000.
Jo Heims skrev manuset om en kärlek som blomstrar mellan en medelålders man och en tonårsflicka. Heims hade ursprungligen tänkt att Eastwood skulle spela huvudrollen som mäklaren Frank Harmon, en bitter frånskild man som blir kär i den unge Breezy. Även om Eastwood erkände att han "förstod Frank Harmon-karaktären" trodde han att han var för ung i det skedet för att spela Harmon. Den rollen skulle gå till William Holden, 12 år äldre än Eastwood, och Eastwood bestämde sig då för att regissera filmen. Han ville först casta Jo Ann Harris, som han hade arbetat med i The Beguiled. Eastwood beskrev Holden som "mycket skarpsinnig skådespelare" och att han "förstod rollen helt, så det skulle bli lätt för honom att spela". Efter att han skrivit på för rollen sa Holden till Eastwood, "Du vet, jag har varit den där killen", och Eastwood svarade, "Ja, jag trodde det."
Att kasta rollen som Breezy var svårt eftersom rollen var ung, sjutton enligt manuset, och det krävdes nakenscener. Man testade tio skådespelerskor, alla mot Holden. Eastwood påpekade senare att det var ovanligt att Holden var med under testerna med alla skådespelerskorna. "   Rollen som Breezy gick till en ung mörkhårig skådespelerska vid namn Kay Lenz, vald på grund av hennes kemi med Holden, som Eastwood beskrev som "väldigt väldigt snäll mot henne, även under screentestet." Lenz hade begränsad erfarenhet men närmade sig sin roll med stor entusiasm. Eastwood gav henne vetorätt över nakenscenerna. Om hon inte godkände dem skulle han inte ta med dem i final cut.
Inspelningen för Breezy började i november 1972 i Los Angeles och avslutades fem veckor senare. Med Bruce Surtees, Eastwoods ordinarie filmfotograf, upptagen på annat håll, togs Frank Stanley in för att spela in filmen, den första av fyra han skulle komma att spela in för Malpaso. Filmen spelades in väldigt snabbt och effektivt och gick till slut 1 miljon dollar under budget och avslutades tre dagar före schemat.